# Дундага
Ду́ндага (латыш. Dundaga, ранее — Донданген, нем. Dondangen, лив. Duoņig) — крупное село в северо-западной части Латвии, административный центр Дундагского края. Находится в 60 км от Вентспилса и в 160 км от Риги.

## История
Дундага впервые упоминается в 1245 году. В XIII столетии на территории Дундаги был построен замок, родовое гнездо рода Остен-Сакен. 
С 1949 по 1956 год Дундага являлась административным центром Дундагского района Латвийской ССР.

## Персоналии
В посёлке родились:
- Арвид Блументалс — охотник за крокодилами;
- Людвиг Адамович — лютеранский священнослужитель, министр образования Латвии;
- Николай Дрейер — мореплаватель, капитан сторожевого корабля «Святогор»;
- Лига Пурмале – латвийская художница.